# تاملینسون هیل (تگزاس)
تاملینسون هیل (به انگلیسی: Tomlinson Hill) یک منطقهٔ مسکونی در ایالات متحده آمریکا است که در شهرستان فالز، تگزاس واقع شده‌است. تاملینسون هیل ۶۴ نفر جمعیت دارد.